# Alan Jackson (Radsportler)
Alan Jackson (* 19. November 1933 in Stockport; † 24. März 1974 in Hornchurch, London) war ein britischer Radrennfahrer und nationaler Meister im Radsport.

## Sportliche Laufbahn
Jackson (vollständig Alan Wharmby Jackson), genannt „Jacko“, betrieb seit 1948 Radsport, er startete für den Verein De Laune CC in London. Seinen ersten Titel gewann er 1950 mit der Meisterschaft Südenglands im Straßenrennen in der Jugendklasse. Er war ein sehr vielseitiger Fahrer, der neben Straßenrennen auch auf der Bahn (1953 konnte er den Sprinterpreis der Isle of Man gewinnen und war Meister von London in der Einerverfolgung) fuhr und an Querfeldeinrennen teilnahm. So startete Jackson, nachdem er im Januar die britische Meisterschaft gewonnen hatte, für Großbritannien 1955 bei den UCI-Weltmeisterschaften im Querfeldeinrennen und belegte dabei den 16. Platz. Im selben Jahr gewann er auf der Straße die Rennen um den Grand Prix Martini und den Grand Prix St. Raphael. 1956 verteidigte er seinen Titel im Querfeldeinrennen und wurde im Sommer britischer Meister  der N.C.U. bei den Amateuren. 1956 wurde er Zweiter in der 9-Provinzen-Rundfahrt.
International bekannt wurde er durch seine Leistungen bei den Olympischen Sommerspielen in Melbourne 1956. Im olympischen Straßenrennen gewann er die Bronzemedaille hinter dem Sieger Ercole Baldini. In der Mannschaftswertung gewann sein Team mit Stan Brittain, Harry Reynolds und Bill Holmes die Silbermedaille. Im folgenden Jahr konnte Jackson bei den Querfeldein-Titelkämpfen den zweiten Platz belegen. 1957 fuhr er für das britische Team die Internationale Friedensfahrt, schied jedoch nach einem Sturz aus.
Jackson startete mehrfach in der DDR, wo er 1957 im Rennen Rund um die Hainleite Zweiter hinter Gustav-Adolf Schur und im Rennen Rund um den Sachsenring nur geschlagen vom Belgier Emil Daems ebenfalls Zweiter wurde. Bei der Schweden-Rundfahrt kam er auf Platz sieben ins Endergebnis. Das Rennen bei den UCI-Straßen-Weltmeisterschaften in Kopenhagen beendete er auf dem 13. Platz.